# Franz Kotzwara
Franz Kotzwara (oorspronkelijk Tsjechisch František Kočvara, ook wel Franz Koczwara) (Praag, ca. 1730 - Londen, 2 februari 1791) was een Boheems-Engels componist en violist.
Kočwara was voornamelijk werkzaam als concertviolist en vioolpedagoog in de steden Dublin en Londen. Hij is vooral bekend door het bizarre pianowerk "The Battle of Prague" en zijn opmerkelijke dood: zijn lijk werd gevonden terwijl het aan het plafond van een bordeel in Londen hing.

## Overlijden
Tijdens een verblijf in Londen op 2 februari 1791 bezocht Kotzwara een prostituee genaamd Susannah Hill in de Vine Street, in Westminster. Na gezamenlijk het avondmaal genuttigd te hebben betaalde hij haar twee shilling, en verzocht haar zijn testikels af te snijden; Hill weigerde dit echter. Kotzwara bevestigde vervolgens een koord enerzijds om een deurknop en anderzijds om zijn nek, en ging over tot seksueel verkeer met mevrouw Hill. Deze merkte na beëindiging daarvan op dat Kotzwara overleden was, hetgeen hem naar aller waarschijnlijkheid tot het eerste bekende slachtoffer van wurgseks maakt.
Susannah Hill werd vervolgens bij de Old Bailey berecht wegens het overlijden van Kotzwara, en werd door de jury vrijgesproken. Er werd gesteld dat de griffier de verslagen van de zaak had vernietigd, teneinde een publiek schandaal te voorkomen, en dat er desondanks door iemand een kopie gemaakt was die later als pamflet uitgebracht werd. Hierin onder was onder meer Hills getuigenis terug te vinden. Een Tsjechisch radioprogramma wist in 2005 toch de originele rechtbankverslagen terug te vinden: deze waren terechtgekomen in de Francis Countway medische bibliotheek in Boston.

## Werken
- 6 liederen (uitg. Londen, 1775)

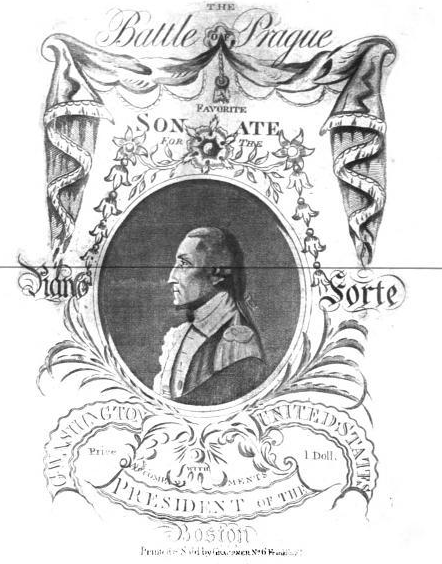
Een 19e-eeuws omslagblad voor de partituur van de Battle of Prague. De afgebeelde persoon is niet Franz Kotzwara, maar de Amerikaanse president George Washington.

- 3 serenades voor viool, viola, cello en twee hoorns, Op. 1 (uitg. Amsterdam, rond 1775)
- 4 sonates voor altviool met basso continuo, Op. 2 (uitg. Bonvin, Parijs, 1787)
- 6 sonatas voor trio (uitg. Londen, rond 1777):
  - Sonata I in E groot voor 2 violen met basso continuo
  - Sonata II in g mineur voor dwarsfluit en viool (of 2 violen) met basso continuo
  - Sonata III in D groot voor dwarsfluit en viool (of 2 violen) met basso continuo
  - Sonata IV in C groot voor dwarsfluit en viool (of 2 violen) met basso continuo
  - Sonata V in F groot voor 2 violen met basso continuo
  - Sonata VI in C groot voor 2 violen met basso continuo
- 6 Trio sonates voor 2 violen met basso continuo, Op. 5 (uitg. 1778)
- The Battle of Prague, sonata in F groot voor pianoforte met begeleiding voor viool, cello en slagwerk, Op. 23 (uitg. door ene J. Lee, rond 1788)
- 3 sonatas voor klavecimbel of pianoforte met begeleiding voor viool, Op. 34 (uitg. rond 1791)
- 3 sonatas voor fortepiano, Op 36. (Mannheim, uitg. rond 1791)
- Six easy Duetts voor 2 violen Op. 37 (1791)

- Bibliothèque nationale de France: cb14848077f (data)
- Gemeinsame Normdatei: 130054518
- International Standard Name Identifier: 0000 0001 2126 9533
- Library of Congress Control Number: n84212973
- Nationale Bibliotheek van Letland: 000296713
- MusicBrainz: da94d86c-10c7-4894-9972-d6a32e7642a3
- Nationale Bibliotheek van Tsjechië: mzk2011649122
- Nederlandse Thesaurus van Auteursnamen: 143102621
- Istituto Centrale per il Catalogo Unico: MUSV036022
- Système universitaire de documentation: 24412308X
- Virtual International Authority File: 306324426
- WorldCat: E39PBJh4y8FjtXT7B7Vkwm4THC